# جون تي. وايلدر
جون تي. وايلدر هو ضابط وسياسي أمريكي، ولد في 31 يناير 1830 في جبال كاتسكيل في الولايات المتحدة، وتوفي في 20 أكتوبر 1917 في جاكسونفيل في الولايات المتحدة.